# Люблінсько-Дмитровська лінія
Люблінсько-Дмитровська лінія (раніше — Люблінська лінія; рос. Люблинско-Дмитровская линия) — десята лінія Московського метрополітену. Перша лінія Московського метро, повністю відкрита вже у пострадянський період. На схемах позначається салатовим кольором та числом .

### Хронологія
| Черга                                 | Дата відкриття | Довжина |
| ------------------------------------- | -------------- | ------- |
| Чкаловська – Волзька                  | 1995-12-28     | 12.1 км |
| Волзька – Мар'їно                     | 1996-12-25     | 5.4 км  |
| Дубровка                              | 1999-12-11     | N/A     |
| Чкаловська – Трубна                   | 2007-08-30     | 3.2 км  |
| Стрітенський бульвар                  | 2007-12-29     | N/A     |
| Трубна – Мар'їна Роща                 | 2010-06-19     | 3.1 км  |
| Мар'їно – Зябликово                   | 2011-12-02     | 4.3 км  |
| Мар'їна Роща – Петровсько-Розумовська | 2016-09-16     | 5,38 км |
| Петровсько-Розумовська–Селігерська    | 2018-03-22     | 4.9 км  |
| Загалом:                              | 23 станції     | 38,3 км |

## Станції
|  | Назва станції          | Дата відкриття  | Пере- садки              | Глибина, м | Тип конструкції                                           | Координати                                                              | Фото |
|  | ---------------------- | --------------- | ------------------------ | ---------- | --------------------------------------------------------- | ----------------------------------------------------------------------- | ---- |
|  | Селігерська            | 22 березня 2018 |                          | −20        | колонна мілкого закладення трипрогінна                    | 55°51′59″ пн. ш. 37°32′50″ сх. д. / 55.8665° пн. ш. 37.5471° сх. д.     |      |
|  | Верхні Лихобори        | 22 березня 2018 |                          | −65        | пілонна трисклепінна                                      | 55°51′22″ пн. ш. 37°33′40″ сх. д. / 55.856° пн. ш. 37.561° сх. д.       |      |
|  | Окружна                | 22 березня 2018 | Окружна                  | −65        | пілонна трисклепінна                                      | 55°50′46″ пн. ш. 37°34′26″ сх. д. / 55.846096° пн. ш. 37.573971° сх. д. |      |
|  | Петровсько-Разумовська | 16 вересня 2016 | Петровсько-Разумовська   | −61        | колонна глибокого закладення колонно-стінова трисклепінна | 55°50′06″ пн. ш. 37°34′28″ сх. д. / 55.8351° пн. ш. 37.5745° сх. д.     |      |
|  | Фонвізинська           | 16 вересня 2016 | Вулиця Милашенкова       | −65        | пілонна трисклепінна                                      | 55°49′22″ пн. ш. 37°35′17″ сх. д. / 55.8228° пн. ш. 37.5881° сх. д.     |      |
|  | Бутирська              | 16 вересня 2016 |                          | −60        | пілонна трисклепінна                                      | 55°48′48″ пн. ш. 37°36′10″ сх. д. / 55.8133° пн. ш. 37.6028° сх. д.     |      |
|  | Мар'їна Роща           | 19 червня 2010  |                          | −60        | пілонна трисклепінна                                      | 55°47′43″ пн. ш. 37°36′58″ сх. д. / 55.7954° пн. ш. 37.6162° сх. д.     |      |
|  | Достоєвська            | 19 червня 2010  |                          | −60        | колонно-стінова трисклепінна                              | 55°46′54″ пн. ш. 37°36′54″ сх. д. / 55.7816° пн. ш. 37.6151° сх. д.     |      |
|  | Трубна                 | 30 серпня 2007  | Цвітний бульвар          | −60        | колонно-стінова трисклепінна                              | 55°46′08″ пн. ш. 37°37′12″ сх. д. / 55.7688° пн. ш. 37.6200° сх. д.     |      |
|  | Сретенський бульвар    | 29 грудня 2007  | Чисті пруди Тургенєвська | −60        | пілонна трисклепінна                                      | 55°46′00″ пн. ш. 37°38′21″ сх. д. / 55.7668° пн. ш. 37.6392° сх. д.     |      |
|  | Чкаловська             | 28 грудня 1995  | Курська                  | −51        | пілонна трисклепінна                                      | 55°45′23″ пн. ш. 37°39′26″ сх. д. / 55.7565° пн. ш. 37.6573° сх. д.     |      |
|  | Римська                | 28 грудня 1995  | Площа Ілліча             | −54        | колонна глибокого закладення                              | 55°44′47″ пн. ш. 37°40′55″ сх. д. / 55.7463° пн. ш. 37.6819° сх. д.     |      |
|  | Крестьянська застава   | 28 грудня 1995  | Пролетарська             | −47        | колонно-стінова трисклепінна                              | 55°43′59″ пн. ш. 37°40′02″ сх. д. / 55.7331° пн. ш. 37.6673° сх. д.     |      |
|  | Дубровка               | 11 грудня 1999  | Дубровка                 | −62        | колонно-стінова трисклепінна                              | 55°43′07″ пн. ш. 37°40′34″ сх. д. / 55.7186° пн. ш. 37.6760° сх. д.     |      |
|  | Кожуховська            | 28 грудня 1995  | Дубровка                 | −12        | односклепінна мілкого закладення                          | 55°42′27″ пн. ш. 37°41′06″ сх. д. / 55.7074° пн. ш. 37.6851° сх. д.     |      |
|  | Печатники              | 28 грудня 1995  |                          | −5         | колонна мілкого закладення трипрогінна                    | 55°41′36″ пн. ш. 37°43′37″ сх. д. / 55.6934° пн. ш. 37.7270° сх. д.     |      |
|  | Волзька                | 28 грудня 1995  |                          | −8         | однопрогінна                                              | 55°41′27″ пн. ш. 37°45′11″ сх. д. / 55.6909° пн. ш. 37.7530° сх. д.     |      |
|  | Любліно                | 25 грудня 1996  |                          | −8         | односклепінна мілкого закладення                          | 55°40′33″ пн. ш. 37°45′42″ сх. д. / 55.6758° пн. ш. 37.7618° сх. д.     |      |
|  | Братиславська          | 25 грудня 1996  |                          | −8         | колонна мілкого закладення двопрогінна                    | 55°39′35″ пн. ш. 37°45′02″ сх. д. / 55.6597° пн. ш. 37.7505° сх. д.     |      |
|  | Мар'їно                | 25 грудня 1996  |                          | −8         | однопрогінна                                              | 55°39′00″ пн. ш. 37°44′35″ сх. д. / 55.6500° пн. ш. 37.7431° сх. д.     |      |
|  | Борисово               | 2 грудня 2011   |                          | −10        | односклепінна мілкого закладення                          | 55°38′00″ пн. ш. 37°44′37″ сх. д. / 55.6334° пн. ш. 37.7436° сх. д.     |      |
|  | Шипиловська            | 2 грудня 2011   |                          | −10        | односклепінна мілкого закладення                          | 55°37′16″ пн. ш. 37°44′37″ сх. д. / 55.6211° пн. ш. 37.7437° сх. д.     |      |
|  | Зябликово              | 2 грудня 2011   | Красногвардійська        | −15        | односклепінна мілкого закладення                          | 55°36′45″ пн. ш. 37°44′43″ сх. д. / 55.6124° пн. ш. 37.7453° сх. д.     |      |

## Пересадки
| # | Пересадка на лінію           | Зі станції                    | На станцію                             |
| - | ---------------------------- | ----------------------------- | -------------------------------------- |
|   | Сокольницька                 | Стрітенський бульвар          | Чисті пруди                            |
|   | Замоскворіцька               | Зябликово                     | Красногвардійська                      |
|   | Арбатсько-Покровська         | Чкаловська                    | Курська                                |
|   | Кільцева                     | Достоєвська Чкаловська        | Суворовська Курська                    |
|   | Калузько-Ризька              | Стрітенський бульвар          | Тургенєвська                           |
|   | Тагансько-Краснопресненська  | Крестьянська застава          | Пролетарська                           |
|   | Калінінська                  | Римська                       | Площа Ілліча                           |
|   | Серпуховсько-Тимірязєвська   | Петровсько-Розумовська Трубна | Петровсько-Розумовська Цвітний бульвар |
|   | Третій пересадний контур     | Мар'їна роща Печатники        | Шереметьєвська Печатники               |
|   | Московська монорейка         | Фонвізінська                  | Вулиця Милашенкова                     |
|   | Московське центральне кільце | Окружна Дубровка              | Окружна Дубровка                       |

## Депо та рухомий склад

### Депо, що обслуговували лінію
| Депо        | Роки обслуговування |
| ----------- | ------------------- |
| «Печатники» | з 1995              |
| «Лихобори»  | з 2018              |

### Кількість вагонів у потягах
| Кількість вагонів      | Роки        |
| ---------------------- | ----------- |
| 7                      | 1995 — 2008 |
| 6 (вагони типу «ЯУЗА») | 1998 — 2000 |
| 8                      | з 2008      |

### Типи вагонів
| Тип вагонів      | Роки        |
| ---------------- | ----------- |
| 81-717.5/714.5   | з 1995      |
| 81-717.5М/714.5М | з 1995      |
| 81-720/721       | 1998 — 2008 |
| 81-720.1/721.1   | 2005 — 2019 |
| 81-717.6/714.6   | з 2011      |
| 81-760/761 «Ока» | 2016        |